# 阿明加
28°50′S 66°54′W / 28.833°S 66.900°W
阿明加（西班牙語：Aminga），是阿根廷的城鎮，位於該國西北部拉里奧哈省，是卡斯特羅巴羅斯縣的首府，海拔高度1,275米，該地區的地震活動頻繁和低強度，2010年人口833。